# 玻尔兹曼因子
在物理学中，玻尔兹曼因子是一个权重因子，它决定了在温度{\displaystyle T}时处于热力学平衡的多状态系统中状态{\displaystyle i}的相对概率：
{\displaystyle e^{-{\frac {E_{i}}{k_{B}\,T}}}}
其中{\displaystyle k_{B}}是玻尔兹曼常数，{\displaystyle E_{i}}是状态{\displaystyle i}的能量。两个状态的概率之比，由它们的玻尔兹曼因子的比给出。
玻尔兹曼因子本身并不是一个概率，因为它还没有归一化。为了把玻尔兹曼因子归一化，使其成为一个概率，我们把它除以系统所有可能的状态的玻尔兹曼因子之和Z，称为配分函数。这便给出了玻尔兹曼分布。
从玻尔兹曼因子可以推导出麦克斯韦-玻尔兹曼统计、玻色-爱因斯坦统计和费米-狄拉克统计，它们分别描述了经典粒子、玻色子和费米子的统计规律。